# 189848 Eivissa
189848 Eivissa è un asteroide della fascia principale. Scoperto nel 2003, presenta un'orbita caratterizzata da un semiasse maggiore pari a 2,6256472 UA e da un'eccentricità di 0,2283116, inclinata di 7,51885° rispetto all'eclittica.